# بترونيلا باركر
بترونيلا باركر هي ممثلة بريطانية ونرويجية، ولدت في 29 أكتوبر 1965 بكولشيستر في المملكة المتحدة.

## وصلات خارجية
- بترونيلا باركر على موقع IMDb (الإنجليزية)
- بترونيلا باركر على موقع ألو سيني (الفرنسية)
- بترونيلا باركر على موقع أول موفي (الإنجليزية)
- بترونيلا باركر على موقع قاعدة بيانات الأفلام السويدية (السويدية)
- بترونيلا باركر على موقع قاعدة بيانات الفيلم (الإنجليزية)
- بترونيلا باركر على موقع كينوبويسك (الروسية)
- بترونيلا باركر على موقع كينوبويسك (الروسية)